# Cultural y Deportiva Leonesa
La Cultural y Deportiva Leonesa, més coneguda simplement com a Cultural Leonesa, és un club de futbol de la ciutat de Lleó. Actualment juga a la Segona Divisió.

## Història
La Cultural y Deportiva Leonesa fou fundada el 5 d'agost de 1923 per Miguel Gutiérrez Díez-Canseco, com a resultat de la fusió de dos equips de la ciutat, La Victoria i La Gimnástica.
El 1926 es proclamà campió del Campionat Regional. Dos anys més tard assolí l'ascens a Segona Divisió (1927-28), tornant a Tercera l'any següent. La Cultural deixà de competir entre 1931 i 1939. Durant aquests anys apareixen a la ciutat diversos clubs: Unión Deportivo Leonés (1931-1934), León F.C., (1934-1935) i Sociedad Cultural Leonesa (1935-1936).
L'any 1939 la Cultural y Deportiva Leonesa torna a l'activitat a partir del S.E.U. de Lleó. El club ascendeix a Segona Divisió les temporades 1941-42 i 1953-54. El seu major èxit fou l'ascens a primera divisió la temporada 1954-55, però descendí de nou la temporada següent.
La temporada 2016-17, després de proclamar-se campió del grup 1 de la Segona Divisió B, va disputar el Play-off d'ascens a Segona Divisió A davant del Futbol Club Barcelona B. El resultat global de l'eliminatòria fou de 4-1 i, en conseqüència, el club va tornar, 42 anys després, a la Segona Divisió A.

## Estadi
La Cultural Leonesa disputa els seus partits a l'Estadi Municipal Reino de León, nom amb què es coneix, des des del 2008, el Nuevo Estadio Antonio Amilivia, que fou construït el 2001 amb una capacitat per a 13.451 espectadors i unes dimensions de 105x68 metres. Anteriorment havia jugat a La Corredera, al camp de El Ejido, o a l'antic estadi Antonio Amilivia, conegut com La Puentecilla.

## Dades del club
- Temporades a 1a: 1
- Temporades a 2ª: 15
- Temporades a 2a B: 24
- Temporades a 3a: 28
- Millor classificació a la lliga: 15è (1955-56)
- Pitjor classificació a la lliga: 15è (1955-56)

## Palmarès
Sense títols destacats

## Jugadors

### Plantilla 2025-26
A 15 agost 2025
| N. | Pos. | Nac. | Jugador                                        |
| -- | ---- | --- | ---------------------------------------------- |
| 1  | POR  | [[Fitxer:Flag of Spain.svg\|23x15px\|border \|alt=Espanya\|link=Selecció de futbol d'Espanya\|{{#if:\|]]          | Miguel Bañuz                                   |
| 2  | DEF  | [[Fitxer:Flag of Spain.svg\|23x15px\|border \|alt=Espanya\|link=Selecció de futbol d'Espanya\|{{#if:\|]]          | Guzmán Ortega                                  |
| 3  | DEF  | [[Fitxer:Flag of Spain.svg\|23x15px\|border \|alt=Espanya\|link=Selecció de futbol d'Espanya\|{{#if:\|]]          | Eneko Satrústegui                              |
| 4  | DEF  | [[Fitxer:Flag of Spain.svg\|23x15px\|border \|alt=Espanya\|link=Selecció de futbol d'Espanya\|{{#if:\|]]          | Rodri Suárez                                   |
| 5  | DEF  | [[Fitxer:Flag of Spain.svg\|23x15px\|border \|alt=Espanya\|link=Selecció de futbol d'Espanya\|{{#if:\|]]          | Quique Fornos                                  |
| 6  | MIG  | [[Fitxer:Flag of Catalonia.svg\|23x15px\|border \|alt=Catalunya\|link=Selecció de futbol de Catalunya\|{{#if:\|]] | Sergi Maestre                                  |
| 7  | DAV  | [[Fitxer:Flag of Spain.svg\|23x15px\|border \|alt=Espanya\|link=Selecció de futbol d'Espanya\|{{#if:\|]]          | Diego Collado                                  |
| 8  | MIG  | [[Fitxer:Flag of Spain.svg\|23x15px\|border \|alt=Espanya\|link=Selecció de futbol d'Espanya\|{{#if:\|]]          | Yayo González                                  |
| 9  | DAV  | [[Fitxer:Flag of Spain.svg\|23x15px\|border \|alt=Espanya\|link=Selecció de futbol d'Espanya\|{{#if:\|]]          | Manu Justo                                     |
| 10 | DAV  | [[Fitxer:Flag of Spain.svg\|23x15px\|border \|alt=Espanya\|link=Selecció de futbol d'Espanya\|{{#if:\|]]          | Luis Chacón (cedit pel Deportivo de La Coruña) |
| 13 | POR  | [[Fitxer:Flag of Catalonia.svg\|23x15px\|border \|alt=Catalunya\|link=Selecció de futbol de Catalunya\|{{#if:\|]] | Edgar Badia                                    |

| N. | Pos. | Nac. | Jugador                                   |
| -- | ---- | --- | ----------------------------------------- |
| 14 | MIG  | [[Fitxer:Flag of Spain.svg\|23x15px\|border \|alt=Espanya\|link=Selecció de futbol d'Espanya\|{{#if:\|]]            | Bicho                                     |
| 18 | DAV  | [[Fitxer:Flag of Romania.svg\|23x15px\|border \|alt=Romania\|link=Selecció de futbol de Romania\|{{#if:\|]]         | Daniel Paraschiv (cedit pel Reial Oviedo) |
| 20 | MIG  | [[Fitxer:Flag of Spain.svg\|23x15px\|border \|alt=Espanya\|link=Selecció de futbol d'Espanya\|{{#if:\|]]            | Rafa Tresaco                              |
| 22 | MIG  | [[Fitxer:Flag of Argentina.svg\|23x15px\|border \|alt=Argentina\|link=Selecció de futbol de l'Argentina\|{{#if:\|]] | Agustín Pastoriza                         |
| 24 | DEF  | [[Fitxer:Flag of Venezuela.svg\|23x15px\|border \|alt=Veneçuela\|link=Selecció de futbol de Veneçuela\|{{#if:\|]]   | Víctor García                             |
| 26 | POR  | [[Fitxer:Flag of Catalonia.svg\|23x15px\|border \|alt=Catalunya\|link=Selecció de futbol de Catalunya\|{{#if:\|]]   | Arnau Rafús                               |
| 27 | MIG  | [[Fitxer:Flag of Guinea.svg\|23x15px\|border \|alt=Guinea\|link=Selecció de futbol de Guinea\|{{#if:\|]]            | Selu Diallo (cedit pel Alavés)            |
| 28 | MIG  | [[Fitxer:Flag of Argentina.svg\|23x15px\|border \|alt=Argentina\|link=Selecció de futbol de l'Argentina\|{{#if:\|]] | Thiago Ojeda (cedit pel Vila-real CF)     |
| 33 | DEF  | [[Fitxer:Flag of Spain.svg\|23x15px\|border \|alt=Espanya\|link=Selecció de futbol d'Espanya\|{{#if:\|]]            | Juan Larios (cedit pel Southampton FC)    |
| —  | DEF  | [[Fitxer:Flag of Croatia.svg\|23x15px\|border \|alt=Croàcia\|link=Selecció de futbol de Croàcia\|{{#if:\|]]         | Matía Barzić (cedit per l'Elx CF)         |